# Arrest Stok/Staat
Stok/Staat (HR 4 oktober 2002, ECLI:NL:HR:2002:AE4439) is de roepnaam van een arrest van de Nederlandse Hoge Raad inzake natrekking.

## Casus
Een garage-exploitant (Stok) heeft een erfdienstbaarheid gevestigd op een naburig perceel, om gebruik te kunnen maken van een benzinepomp. Hij heeft in 1934 op het dienende erf een benzinepomp geplaatst, waarbij de tank in de grond is ingegraven. Jaren later, op 1 januari 1975, heeft Stok het bedrijf overgedragen aan zijn zoon, die op 16 november 1984 is komen te overlijden. Na het bedrijf op het sterfbed van zijn zoon te hebben teruggekocht heeft hij het bedrijf nog datzelfde jaar verkocht aan derden. In januari 1987 heeft Stok zijn woning, alsmede de tank op het dienende erf, verkocht. In februari 1987 werden in de grond van het dienende erf oliesporen ontdekt, waarna uiteindelijk op kosten van de overheid bodem- en grondwatersanering heeft plaatsgevonden. Stok overleed op 8 mei 1996.
De Staat stelt de erven Stok als nieuwe eigenaars van de tank aansprakelijk voor de saneringskosten, omdat onrechtmatig zou zijn gehandeld door de erflater. Hij heeft de tank immers niet deugdelijk buiten gebruik gesteld, zodat hij niet heeft voorkomen dat de grond is verontreinigd.

## Procesgang
De erven voeren aan dat ze niet aansprakelijk zijn omdat de eigendom van de tank door natrekking is overgegaan op de eigenaar van het dienende erf. De rechtbank stelt ze in het gelijk. Het gerechtshof ('s-Gravenhage) vernietigt het vonnis van de rechtbank. De Hoge Raad vernietigt vervolgens dit arrest, omdat het gerechtshof van een onjuiste rechtsopvatting blijk geeft.

## Rechtsoverwegingen
Het hof overweegt:
"[...] dat [betrokkene] in 1934 de erfdienstbaarheid heeft bedongen om een benzinepomp met ondergronds reservoir te hebben op het lijdende erf en voorts dat, wanneer ervan wordt uitgegaan dat [betrokkene] eigenaar van de pomp en de tank was, hij daardoor het recht verkreeg om op nummer [4] de tank in te graven, zodat na deze ingraving de eigenaar van nummer [4] niet de eigendom van de tank verwierf, maar deze eigendom bij [betrokkene] bleef [...]."
De Hoge Raad stelt:
De Hoge Raad stelt dat niet het huidige recht (i.c. art. 5:20 BW), maar het oude recht (i.c. art. 656 (oud) BW) van toepassing is. Uit beide bepalingen volgt "[...] dat de eigenaar van grond eigenaar is van de gebouwen en werken die duurzaam met deze grond zijn verenigd. Niet kan worden aanvaard dat door het vestigen van een recht van erfdienstbaarheid [...] in zoverre een uitzondering wordt gemaakt op de genoemde regel, dat in afwijking daarvan de eigenaar van het heersende erf de eigendom van een duurzaam met de grond van het dienende erf verenigde zaak verkrijgt of behoudt."

## Conclusie
Het arrest van het gerechtshof 's-Gravenhage wordt vernietigd. Het geding wordt verwezen naar het gerechtshof Amsterdam ter verdere behandeling en beslissing.